# 2003 HN57
2003 HN57, também escrito como 2003 HN57, é um objeto transnetuniano que está localizado no Cinturão de Kuiper, uma região do Sistema Solar. Este está em uma ressonância orbital de 4:7 com o planeta Netuno. Ele possui uma magnitude absoluta de 7,5 e tem um diâmetro estimado com 139 km.

## Descoberta
2003 HN57 foi descoberto no dia 26 de abril de 2003.

## Órbita
A órbita de 2003 HN57 tem uma excentricidade de 0,066 e possui um semieixo maior de 44,404 UA. O seu periélio leva o mesmo a uma distância de 41,457 UA em relação ao Sol e seu afélio a 47,352 UA.